# Hyloscirtus lascinius
Hyloscirtus lascinius là một loài ếch trong họ Nhái bén.
Nó được tìm thấy ở Colombia và Venezuela.
Các môi trường sống tự nhiên của chúng là các khu rừng vùng núi ẩm nhiệt đới hoặc cận nhiệt đới, sông, vườn nông thôn, và các khu rừng trước đây bị suy thoái nặng nề.